# Приватни животи
„Приватни животи”  је српски  ТВ филм из 2003. године. Режирао га је Слободан Радовић који је написао и сценарио по делу Ноела Кауарда.

## Улоге
| Глумац             | Улога           |
| ------------------ | --------------- |
| Љубинка Кларић     | Сибил Чејс      |
| Милан Чучиловић    | Елиот Чејс      |
| Милица Зарић       | Аманда Прајн    |
| Драгиша Милојковић | Виктор Прајн    |
| Татјана Лукјанова  | Луиза, собарица |